# Fürststift Kempten
Das Fürststift Kempten (lat. Abbatia principalis Campidunensis) war das historische Territorium der ehemaligen gefürsteten und exemten Benediktinerabtei Kempten im Schwäbischen Reichskreis des Heiligen Römischen Reiches. Landesherr war der jeweilige Fürstabt. Das Zentrum der Fürstabtei waren zuletzt das Kloster (Fürstäbtliche Residenz) und die Stiftskirche St. Lorenz in Kempten (Allgäu). 1802 wurde das Fürststift von Truppen des Kurfürstentums Churpfalz-Baiern besetzt und ein Jahr später im Zuge der Säkularisation aufgelöst.

## Geographie
Auf dem Gebiet des heutigen bayerischen Regierungsbezirks Schwaben war das Fürststift mit etwa 1000 km² das zweitgrößte Territorium nach dem Hochstift Augsburg. Bis zur Aufhebung der geistlichen Fürstentümer im Rahmen der Säkularisation 1802/03 umfasste es im Süden den Ortsteil Martinszell von Waltenhofen, im Nordwesten Legau, im Norden Grönenbach, im Nordosten Ronsberg und im Osten Unterthingau. Zu dem geschlossenen Herrschaftsgebiet zu beiden Seiten der Iller gehörten außer der Stiftsstadt Kempten als der Residenz des Fürstabts noch neun Märkte, 85 Dörfer und einige hundert Weiler und Einzelhöfe. Eine Enklave im stiftkemptischen Gebiet bildete die Reichsstadt Kempten, eine Exklave des Fürststifts befand sich mit Lachen zwischen Memmingen und Ottobeuren.

## Geschichte

### Gründung
Das den Heiligen Maria und Gordian und Epimachus geweihte Kloster wurde 752 von Abt Audogar gegründet.
Die Karolinger, vor allem Königin Hildegard und ihr Sohn Ludwig der Fromme, förderten laut Legenden das Kloster nachhaltig. So fand 773 angeblich durch Hildegard ein offizieller Gründungsakt für das Kloster statt. 853 wurde die Marca Campidonensis als Verfügungsbereich der Äbte bestätigt. Der Umfang der Mark deckte sich annähernd mit der späteren Grafschaft Kempten. Das Stift pflegte einen großen Aufwand um als karolingisches Kloster einen besseren Rang in der damaligen Zeit zu erlangen. Dazu gehörte auch das Fälschen von Dokumenten über die angebliche Beteiligung Hildegards und Karls des Großen bei der Gründung des Klosters.

### Aufstieg zum Reichsfürstentum

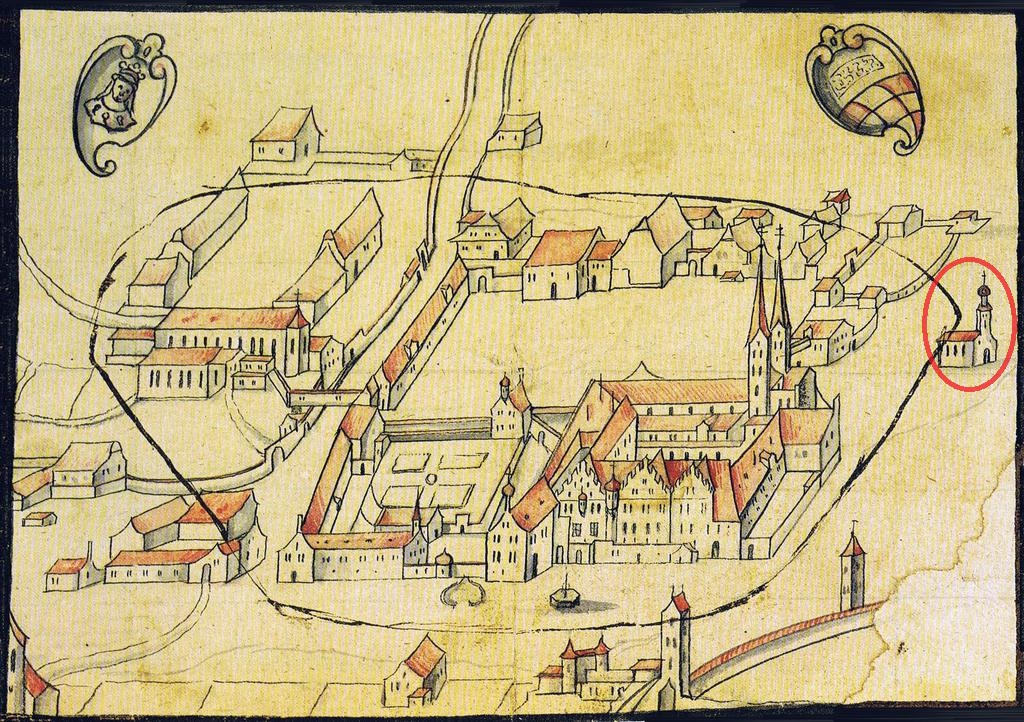
Das mittelalterliche Reichskloster Kempten

Kaiser Heinrich IV. bestätigte 1062 die Reichsunmittelbarkeit des Klosters. Seit dem 12. Jahrhundert führten die Kemptener Äbte den Fürstentitel. Schon früh erlangte das Kloster ein Herrschaftsgebiet, in dem es ab 1213 auch die Grafen- und Vogteirechte besaß, die vorher die nun ausgestorbenen Markgrafen Ronsberg ausgeübt hatten. 1218 trat Friedrich II. die Vogtei an den Abt ab, der dafür eine jährliche Zahlung von 50 Mark Silber und den Verzicht auf das Münzrecht zusagen musste. Heinrich VII. bestätigte im Jahr 1224 die Abtretung der Vogtei an das Stift. Unter Konrad IV. geriet die Vogtei auf unbekannte Weise wieder in königliche Hand, hier der Staufer, doch Konradin verpfändete sie im Jahr 1262 erneut an das Stift. Verschiedene Versuche von König Rudolf I., sie für das Reich einzuziehen, und von Kaiser Karl IV., sie dem Herzog Friedrich III. von Teck zuzuwenden, wurden beendet durch wiederholte Verpfändungen an das Stift selbst, endgültig im Jahr 1353.
Zusammen mit den Bestimmungen aus dem Jahr 1220 schuf der Erwerb einer Hochvogtei gute Grundlagen für die Leitung des Klosters, eine Landesherrschaft innerhalb des Bezirks der Grafschaft zu errichten. Damit war die Basis dafür geschaffen, dass es Kempten als einzigem Königskloster Ostschwabens gelang, zu einem Reichsfürstentum aufzusteigen – ein Status, der schließlich 1548 mit der Zuerkennung einer Virilstimme auf dem Reichstag einen Höhepunkt fand.

### Herrschafts- und Territorialentwicklung im 14. und 15. Jahrhundert

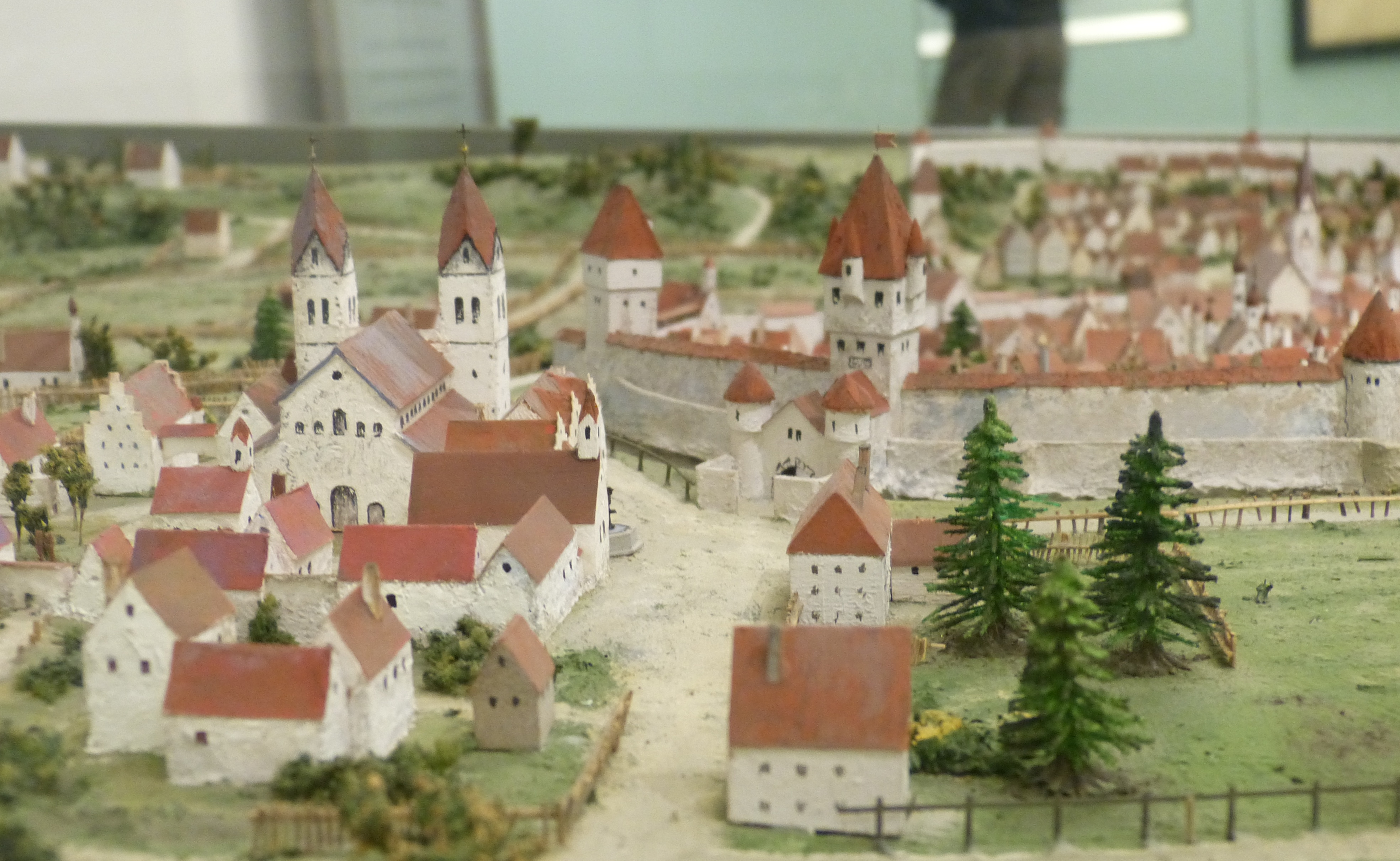
Situation vor dem Dreißigjährigen Krieg: Das Marienmünster des Fürststifts Kempten vor den Toren der Reichsstadt Kempten

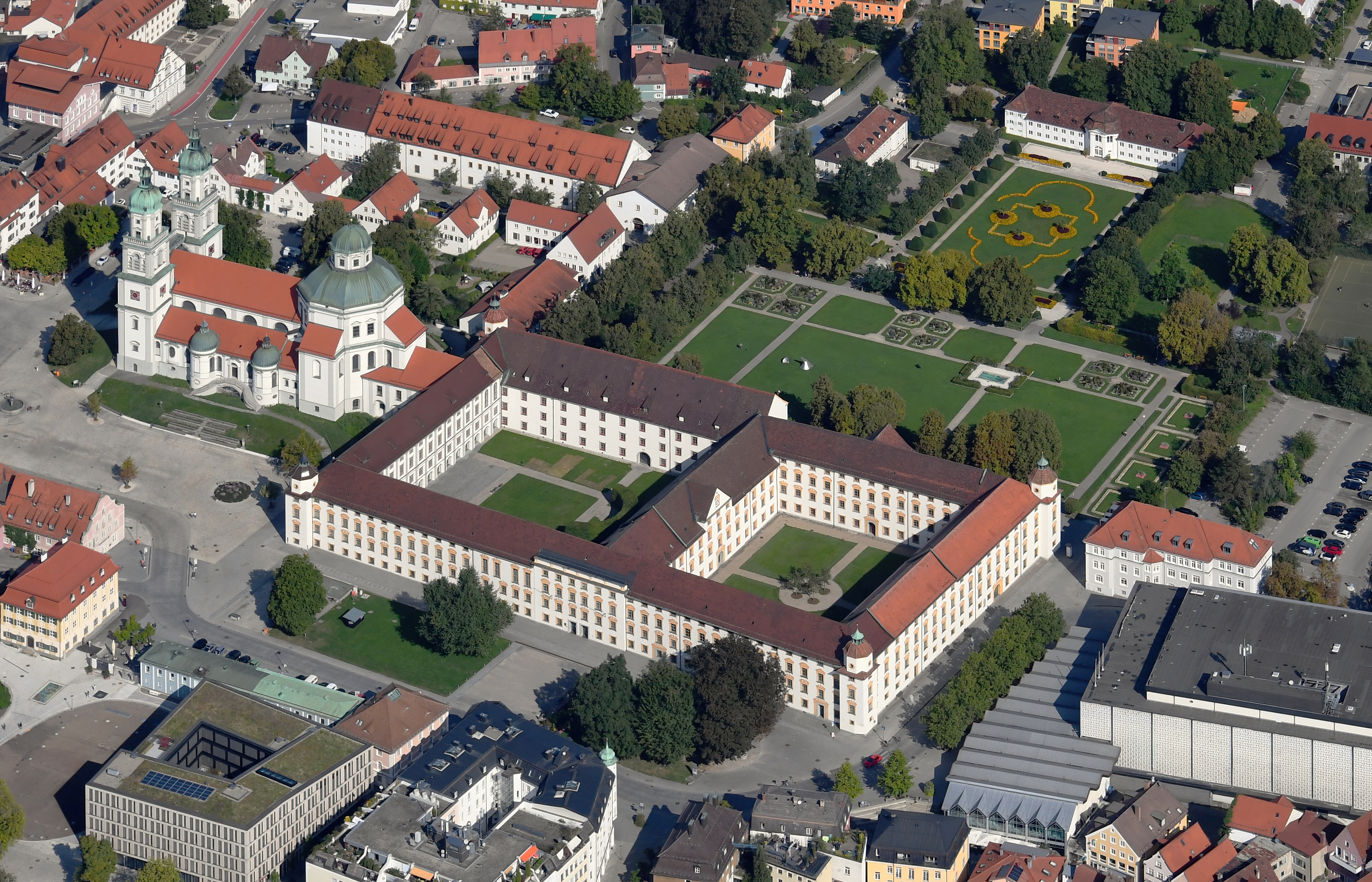
Situation nach dem Dreißigjährigen Krieg: Das Zentrum des Fürststifts waren die Fürstäbtliche Residenz mit der Stiftskirche St. Lorenz (2022).

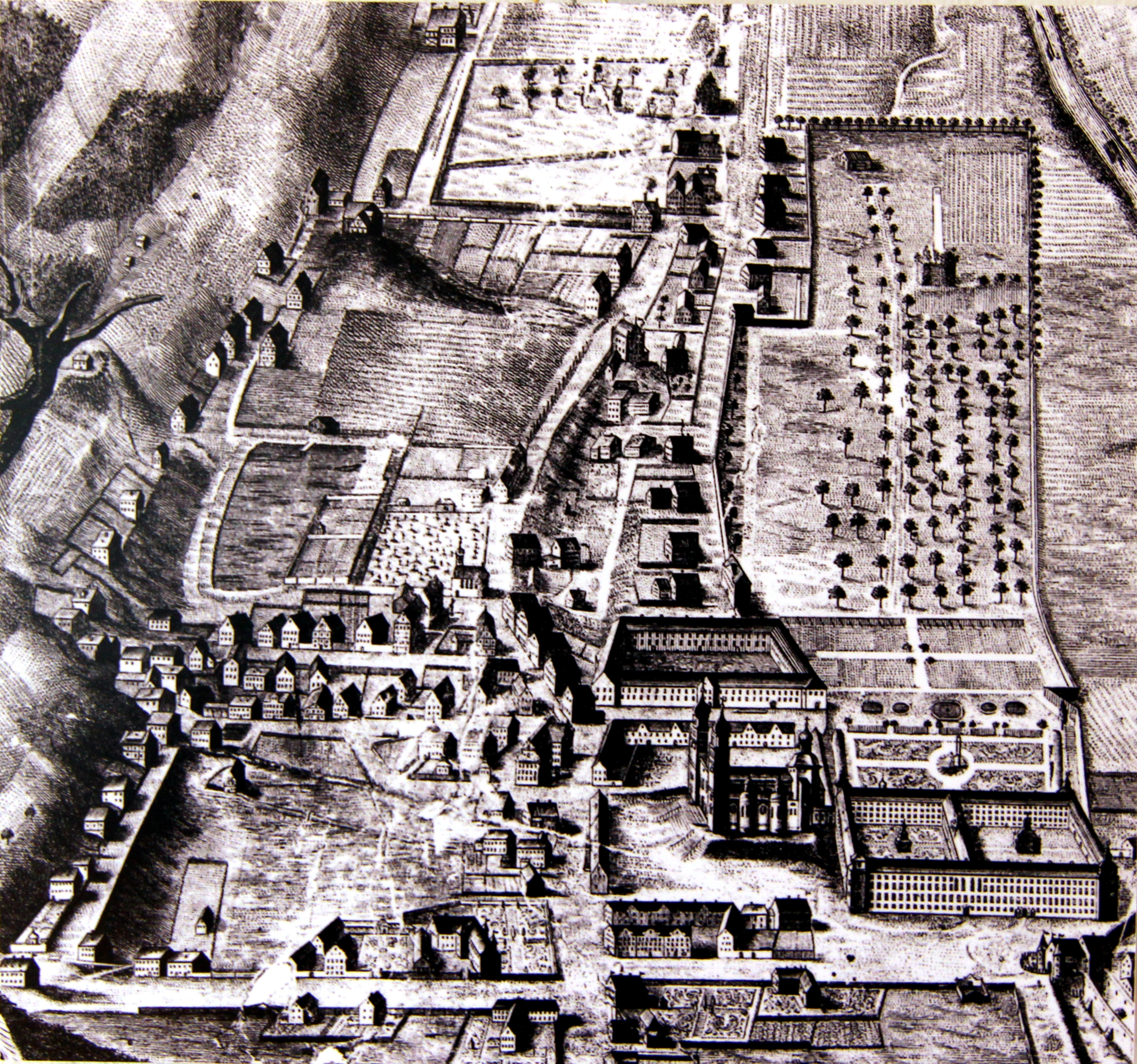
Plan des 17. Jahrhunderts für die Bebauung der Stiftsstadt Kempten

Im Spätmittelalter wurde das Gebiet durch Lehen und Leibeigenschaften erweitert. Es handelte sich um eine zum regionalen Gewohnheitsrecht fixierte Sicht, wonach Steuerhoheit, Gerichtszwang und Wehrhoheit nicht am Land, sondern an der personenrechtlichen Zugehörigkeit hafteten. Im übrigen Schwaben hingegen resultierten Niedergerichtsrechte über Personen an der Grundherrschaft. Neben Leibeigenen gab es in der Grafschaft Kempten noch zahlreiche unabhängige Bauern. Sie konnten sich in den Schutz und Schirm eines Gerichtsherren begeben oder den Status eines Pfahlbürgers einer Reichsstadt annehmen und ihren Herrn frei auswählen. Nur ein kleiner Teil des bäuerlichen Eigentums in der Grafschaft befand sich unter der Grundherrschaft des Klosters, viele Einzelhöfe hatten einen Adelsgrundherrn oder waren freier Besitz der Bauern.
Diese Gründe motivierten die Fürstäbte, ein geschlossenes Territorium zu haben. Die Hochgerichtsbarkeit des Landgerichts der Grafschaft Kempten war ein Weg, dies zu ermöglichen. Die Äbte versuchten, die in den Grafschaftsgrenzen lebenden Bauern in den Stand Leibeigener des Stifts herabzustufen. Diese Erniedrigung erzeugte Unwillen und Aggression der Untertanen, die 1491/1492 in einem Bauernaufstand eskalierten. Nach dem Abklingen des Konflikts nahm das Stift seine vorherigen Lehensverfügungen dennoch erneut auf, so dass sich die Aggression der Untertanen verschärfte und schließlich im Großen Bauernkrieg von 1525 mündete.

### Bauernkrieg und Allgäuer Haufen
Eine bedeutende Rolle im Bauernkrieg hatte der Allgäuer Haufen. Der Fürstabt Sebastian von Breitenstein, der sich 1525 auf der stiftkemptischen Hauptburg Liebenthann vor den Bauern versteckte, wurde durch die Belagerung gezwungen, seine Zuflucht zu verlassen; die Bauern gewährten ihm freien Abzug. Er suchte Asyl innerhalb der Mauern der Reichsstadt, die ihn allerdings nötigte, einen Vertrag zu unterschreiben, mit dem das Stift die Rechte über die Reichsstadt für 30.000 Gulden abtrat. Ein Jahr später, 1526, erwarb Sebastian von Breitenstein für diesen Betrag die Herrschaft Sulzberg.
Die Aufstände der Bauern gegen den Fürstabt wurden mithilfe des Schwäbischen Bundes niedergeschlagen, doch war es das Ziel des Bundes, den Frieden im Fürststift wiederherzustellen. Die Rahmenbedingungen hierfür bildete der Memminger Vertrag von 1525, durch den Steuererhebungen und Gebühren fix geregelt wurden.

### Zerstörung und Wiederaufbau
Stift und Stiftskirche wurden im Dreißigjährigen Krieg 1632 durch schwedische Truppen niedergebrannt. Von 1651 an wurde das Stift als erste monumentale Barockklosteranlage in Deutschland neu errichtet. Fürstabt Roman Giel von Gielsberg berief den Auer Baumeister Michael Beer, der die Fürstäbtliche Residenz und Stiftskirche im Barockstil entwarf. Die Grundsteinlegung war am 16. April 1652, 1654 trat der Graubündner Baumeister Johann Serro Beers Nachfolge an. Der Rohbau war 1656 beendet, der Hauptbau der Residenz wurde 1670 mit der Sakristei zwischen Residenz und Kirche abgeschlossen. Die Arbeiten an den Türmen der Kirche wurden 1673 eingestellt, ohne dass sie abgeschlossen waren.
Am 19. April 1728 wurde die Siedlung um die Residenz und die Stiftskirche St. Lorenz durch ein Diplom von Kaiser Karl VI. zur Stadt erhoben. Dies bedeutete für die Stiftsstadt zwar das Stadtrecht, aber dennoch verzichtete man auf eine bürgerliche Selbstverwaltung.

### Säkularisation
Mit dem Reichsdeputationshauptschluss vom 25. Februar 1803 wurden Kloster und Fürststift aufgelöst. Die Säkularisation des Klosters ermöglichte gemeinsam mit der Mediatisierung der Reichsstadt Kempten erste Schritte zu einem Zusammenschluss der beiden nebeneinander entwickelten Stadtstrukturen, der dann 1818 erfolgte.
Die ehemalige Stifts- und Pfarrkirche St. Lorenz dient heute als reine Pfarrkirche der Pfarrei St. Lorenz. Die Räume der Residenz werden von der Staatsanwaltschaft und von Amts- und Landgericht genutzt. Die Prunkräume der Residenz sind im Rahmen von Führungen zu besichtigen.

### Kulturgüter des Fürststifts nach der Säkularisation
Nach der Auflösung kamen 94 Bilder aus der fürstlichen Sammlung nach München. Das Archiv wurde in das Allgemeine Reichsarchiv übernommen. Ein Teil der Bibliothek ging nach Augsburg; viele Bücher blieben auf dem Dachboden des Klosters zurück, Reste erhielt später das Kloster Metten. Ein Teil der Arbeitsbibliothek kehrte durch eine Schenkung von Paul Huber (1917–2010), dem früheren Inhaber des Kösel-Verlags, 2010 in die Residenz zurück. Heute befinden sich die reichhaltigen Archivbestände des Fürststifts im Staatsarchiv Augsburg; ihre Rekonstruktion durch Gerhard Immler gilt als archivischer Musterfall der Erschließung einer Behördenregistratur für eine bedeutende Territorialherrschaft des Alten Reichs. Die differenzierte Verwaltungsstruktur des Stiftsverbunds wird, auch wegen der Erschließung durch den Stiftsarchivar Pater Feigele im 18. Jahrhundert, von der Geschichtsforschung aufgegriffen.

## Innere Entwicklung

### Verwaltung

#### Vogteien und Pflegämtern
Die Verwaltung des großen Territoriums wurde zunächst durch Landvögte in den jeweiligen Bezirken wahrgenommen.

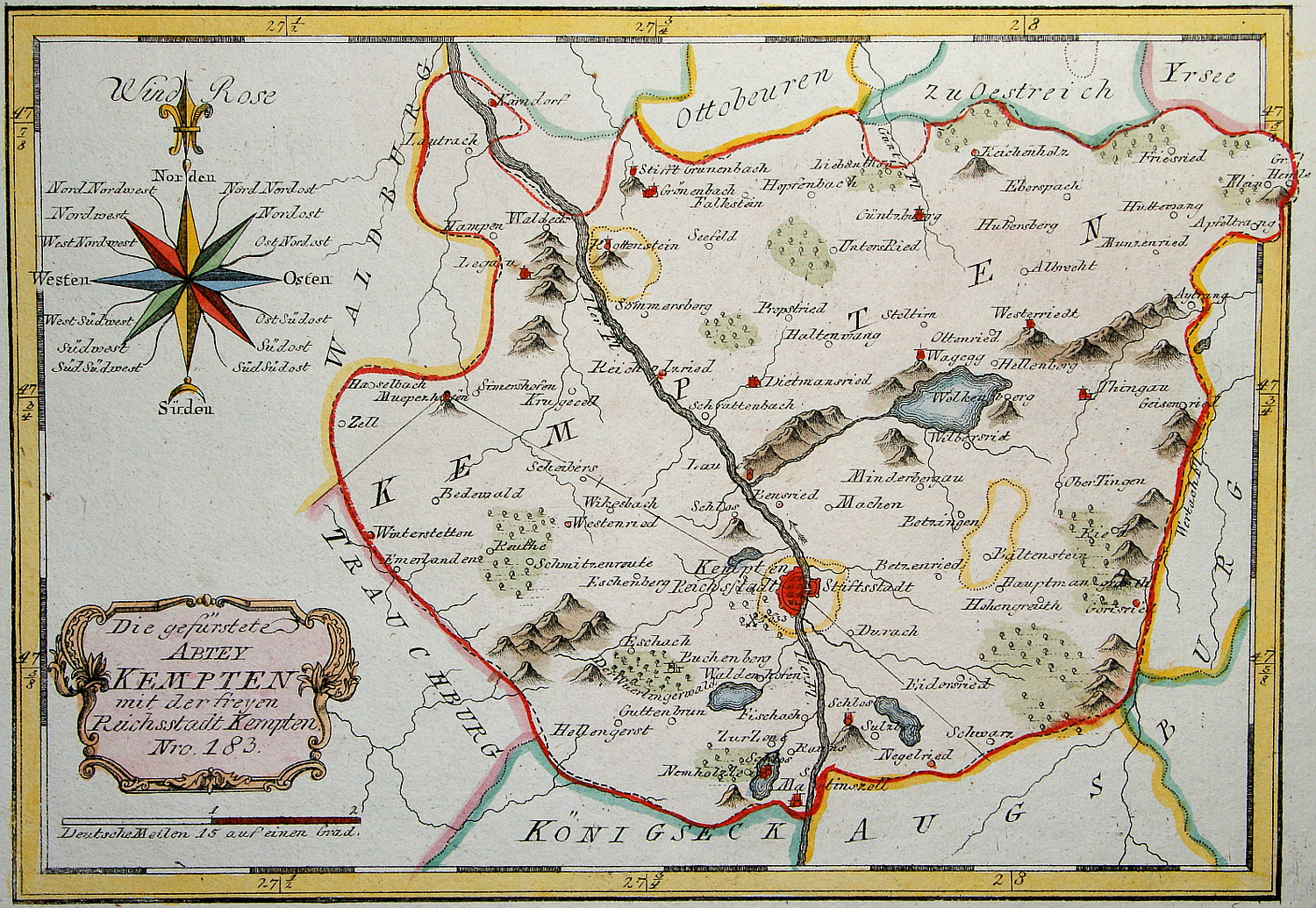
Territorium der exemten Fürstabtei Kempten (Karte von 1791)

Roman Giel von Gielsberg ordnete 1642 die territoriale Verwaltung des Herrschaftsgebiets neu, indem er das Amt des Landvogts abschaffte und sieben Pflegämter sowie weitere Zentralbehörden einrichtete. Diese orientierten sich zwar an den bisherigen Vogteien, waren aber auch zuständig für den im jeweiligen Einzugsbereich gelegenen alten Stiftsbesitz:
- Pflegamt diesseits der Iller mit Sitz in Kempten
- Pflegamt Hohenthann mit Sitz in der gleichnamigen Burg Hohentann, später im Dorf Lautrach
- Pflegamt Falken mit Sitz auf der gleichnamigen Burg Falken, später – exterritorial – in der Stiftsstadt Kempten
- Pflegamt Liebenthann mit Sitz auf der gleichnamigen Burg Liebenthann, später im Markt Obergünzburg
- Pflegamt Kemnat mit Sitz auf der gleichnamigen Burg Kemnat
- Pflegamt Thingau mit Sitz im Markt Unterthingau
- Pflegamt Sulzberg und Wolkenberg mit Sitz zunächst auf der Burg Wolkenberg (heute Gemeinde Wildpoldsried, seit 1642 im Dorf Lenzfried) (die Herrschaft Wolkenberg wurde 1398 vom Fürststift erworben)

Rupert von Bodman richtete 1695 ein achtes Pflegamt mit dem Erwerb der Herrschaften Rothenstein und Grönenbach ein.
Die Pflegämter waren in Pfarreien und Hauptmannschaften untergliedert, größere Pfarreien umfassten jeweils mehrere Hauptmannschaften.

#### Hoheitsrechte Dritter
Teilweise überschnitten sich die Rechte des Fürststifts über einige Gebiete mit anderen Herrschaften:
- In der Reichsvogtei Aitrang wurde die Landesherrschaft durch das Fürststift ausgeübt, das Kloster St. Mang in Füssen besaß aber die Grundherrschaft und das Niedergericht.
- Für Wollmuths (Waltenhofen) war der Inhaber die Herrschaft Rauhenzell (St. Immenstadt), sie besaßen dort die niedere Gerichtsbarkeit.
- Im Pflegamt Unterthingau lebten 180 hochstiftisch-augsburgische Familien, dagegen einige kemptische im bischöflichen Pflegamt Markt Oberdorf.
- In der Herrschaft Ronsberg übte das Haus Österreich gewisse zur Landeshoheit gehörige Rechte aus.
- In Steinbach übte das Stift die Hochgerichtsbarkeit und einige Regalien aus; es gehörte Prämonstratenserkloster Rot an der Rot.

Eine weit abgelegene Exklave bildete ab 1767 die Lehensherrschaft Binswangen.

#### Reichsstadt Kempten als Enklave mit fürststiftischen Rechten
Bestimmt war die Geschichte des Fürststifts auch von ständigen Auseinandersetzungen mit der benachbarten Reichsstadt Kempten, die seit einem ersten Privileg von 1289 auf dem Weg zur Reichsfreiheit war und eine Enklave im Herrschaftsgebiet des Fürststifts darstellte. Die Gegensätze verschärften sich ab 1527, als die Stadt sich der Reformation angeschlossen hatte. Bereits 1525 war es der Stadt unter dem Bürgermeister Gordian Seuter mit dem sogenannten „Großen Kauf“ gelungen, dem Fürstabt Sebastian von Breitenstein, dem ehemaligen Stadtherrn, alle verbliebenen Rechte und Besitzungen in der Stadt abzukaufen.

### Rechte
Das Benediktinerkloster konnte im 13. und 14. Jahrhundert, final 1353, vom Kaiserreich die Vogteirechte erwerben. Der Abt beanspruchte zwar ab 1212 den Titel und Rang eines Reichsfürsten, erhielt hierfür aber erst Mitte des 14. Jahrhunderts die Rechte als Reichsprälat.
Die Äbte und Fürstäbte übten bischöfliche Rechte aus. Sie durften daher beispielsweise Kirchen weihen. Auseinandersetzungen mit dem Bischof von Konstanz über die kirchenrechtliche Position der Abtei, die 1382 begannen, wurden 1483 durch die päpstliche Exemtion beigelegt. Die Ordensreformen des 15. Jahrhunderts erfassten das Stift nicht.

### Wirtschaft
Die Wirtschaft des Fürststifts war bis zur Neuzeit die eines sehr landwirtschaftlich geprägten Landes. Ab der zweiten Hälfte des 17. und im 18. Jahrhundert bemühten sich die Fürstabte, die Wirtschaft zu stärken. Eine Schlüsselrolle kam der ausgeprägten staatlichen Wirtschaftslenkung zu. Wirtschaftliches Zentrum war das nach dem Dreißigjährigen Krieg wiedererrichtete Kloster mit der Stiftssiedlung. Das gesellschaftliche Leben der Stiftsstadt war geprägt durch den fürstäbtlichen Hof und die Hofbeamten. Neben den Bediensteten verschiedenster Rängen war das Berufsleben in der Stiftsstadt von Handwerkern geprägt.

#### Handwerk
Wichtige Wirtschaftsbetriebe waren das Brauhaus (siehe Altes Brauhaus und Stiftsmälzerei) und die Stiftsdruckerei. Beides wurde durch das Stift eigenständig betrieben.
Zünfte der Stiftsstadt umfassten auch Meister umliegender Ortschaften. Eine solche Vielfalt, wie sie in der benachbarten Reichsstadt Kempten vorlag, konnte jedoch nie erzielt werden.
Das stiftische Gebiet umfasste mehrere Märkte, der älteste entstand 1407 und hieß Obergünzburg. Mit seinem kleinstädtischen Gepräge trug dieser Markt wesentlich zum Wirtschaftsleben bei. Andere Märkte im Stiftsgebiet waren hierbei deutlich schwächer ausgeprägt. Sie entwickelten sich zu Zentren vom Handwerk und Kleinhandel zur Umlandsversorgung. Bis auf einen im Vergleich zu normalen Dörfern höheren Anteil an Gewerbetreibenden unterschieden sie sich in der Struktur kaum von diesen.
Übliche Landhandwerke waren Metzger, Müller, Schneider, Schuhmacher, Schmiede, Weber und Strumpfstricker.
Eine wichtige Einnahmequelle stellte der Flachsanbau und seine Verarbeitung dar. Die klimatischen Bedingungen waren nahezu ideal. Die Landweber waren eine günstigere Arbeitskraft als die Meister der Reichsstadt Kempten, so dass die Preise durch die regulierte Wirtschaftsplanung niedrig und damit konkurrenzfähig gehalten werden konnten. Die Weber der Reichsstadt hatten damit einen starken Konkurrenten und erschwerte Wettbewerbssituationen.

#### Landwirtschaft
Einen enormen Anteil bedeutete die Landwirtschaft als Existenzbasis für das Volk. Bei der Viehhaltung stand die Aufzucht von Vieh im Mittelpunkt. Die nördlichen Gegenden des Fürststifts waren dem Acker- und Getreideanbau bestimmt. Das Korn wurde Zentral im Kornhaus gelagert.
Wichtig für eine effiziente Landwirtschaft war die geplante Vereinödung. Bei dieser wurden verstreut gelegene Grundstücke zusammengelegt und einem Besitzer zugeschrieben.

#### Forstwirtschaft
Erst im 17. Jahrhundert wurde die wirtschaftliche Bedeutung des Forstwesens für das Fürststift erkannt. Im Kürnach- und Eschachtal ließ der Fürstabt Rupert von Bodman Glashütten anlegen, die einen hohen Holzverbrauch aufwiesen. Diese Rodungen ermöglichten die Ansiedlung von Kleinbauern. Auch die Brauerei in Kempten hatte einen hohen Holzverbrauch.

#### Teich- und Fischwirtschaft
Mit den Fastenvorschriften wurde der Fischwirtschaft einiges an Bedeutung zugeschrieben. Seit dem Mittelalter wurde diese intensiv betrieben. In der Neuzeit wurden diverse Stillgewässer (Wagegger Weiher, Schwabelsberger Weiher, Bachtelweiher, Stadtweiher, Herrenwieser Weiher, Eschacher Weiher) ausgebaut. Diese dienten zugleich durch Fernleitungen der Versorgung der Stiftsstadt und des dort ansässigen Gewerbes mit Wasser.

## Wappen

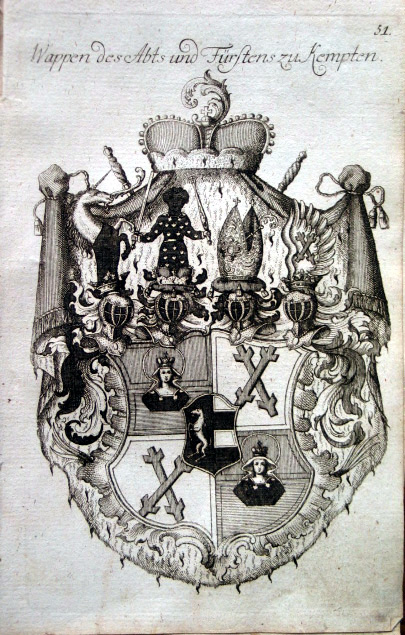
Wappen des Fürstabtes Honorius Roth von Schreckenstein

Das Fürststift führte ein eigenes Wappen. Das wohl älteste überlieferte Zeichen stammte aus der zweiten Hälfte des 14. Jahrhunderts. Es ist rot-blau geteilt mit einem weißen Wellenhaupt. Dieses überlieferte Wappen ist noch in der Mitte des 16. Jahrhunderts auf den Gerichtssiegeln von Obergünzburg, Kimratshofen, Unterthingau und Legau zu sehen.
In den Abtsiegeln erschien unter Abt Friedrich von Laubenberg neben seinem persönlichen Wappenschild das Stiftswappen: der geteilte Schild mit dem gekrönten Brustbild der Stifterin Hildegard.
Das Oberwappen des Stifts durfte in der zweiten Hälfte des 14. Jahrhunderts entstanden sein und zeigte einen auf dem Helm wachsenden, schwarz gekleideten Buben mit Schwert und Abtstab.
Die fürstliche Hofkammer führte zu späterer Zeit ein rot-blau geteiltes Wappen mit dem gekrönten Brustbild Hildegards in weißem Schleier und schwarzem Rock mit gelbem Saum und fünf daran hängenden gelben Läublein. Auf dem Sprengenhelm ein wachsender Bube in schwarzem, mit gelben Läublein bestreutem Rock, welcher rechts ein Schwert, links ein Zepter hält.
Die Grundfarben blau und rot blieben für viele Gemeinden in den Landkreisen Oberallgäu, Unterallgäu und Ostallgäu bis heute wesentlicher Wappenbestandteil. Hier sind als Beispiele Durach, Buchenberg und Aitrang zu nennen.
Der ehemalige Landkreis Kempten (Allgäu) führte das Stiftswappen fast originalgetreu weiter.

## Äbte und Fürstäbte von Kempten
Erster Abt von Kempten war Audogar. Ab dem 12. Jahrhundert sind Fürstäbte bezeugt, der letzte war Castolus Reichlin von Meldegg.